# Mistrzostwa Świata w Pływaniu na krótkim basenie 2018
14. Mistrzostwa Świata w Pływaniu na krótkim basenie odbywały się w dniach 11-16 grudnia 2018 roku w Hangzhou. Wszystkie konkurencje zostały przeprowadzone na basenie 25-metrowym. Najwięcej złotych medali zdobyła reprezentacja Stanów Zjednoczonych, wygrywając 17 z 46 konkurencji. Podczas zawodów ustanowiono 9 rekordów świata i 13 rekordów mistrzostw.

## Wybór gospodarza
2 grudnia 2014 roku prezydent Światowej Federacji Pływackiej (FINA), Julio Maglione ogłosił, że Hangzhou pokonało w konkursie o organizację mistrzostw świata w 2018 roku Limę i Zjednoczone Emiraty Arabskie.

## Harmonogram
Zostało rozegranych 46 konkurencji.
| E | Eliminacje | ½ | Półfinały | F | Finał |

| Data →                    | 11 grudnia | 11 grudnia | 12 grudnia | 12 grudnia | 13 grudnia | 13 grudnia | 14 grudnia | 14 grudnia | 15 grudnia | 15 grudnia | 16 grudnia | 16 grudnia |
| Konkurencja ↓             | R          | P          | R          | P          | R          | P          | R          | P          | R          | P          | R          | P          |
| ------------------------- | ---------- | ---------- | ---------- | ---------- | ---------- | ---------- | ---------- | ---------- | ---------- | ---------- | ---------- | ---------- |
| 50 m stylem dowolnym      |            |            |            |            | E          | ½          |            | F          |            |            |            |            |
| 100 m stylem dowolnym     |            |            |            |            |            |            |            |            | E          | ½          |            | F          |
| 200 m stylem dowolnym     |            |            | E          | F          |            |            |            |            |            |            |            |            |
| 400 m stylem dowolnym     | E          | F          |            |            |            |            |            |            |            |            |            |            |
| 1500 m stylem dowolnym    |            |            |            |            |            |            |            |            | E          |            |            | F          |
| 50 m stylem grzbietowym   |            |            |            |            | E          | ½          |            | F          |            |            |            |            |
| 100 m stylem grzbietowym  | E          | ½          |            | F          |            |            |            |            |            |            |            |            |
| 200 m stylem grzbietowym  |            |            |            |            |            |            |            |            |            |            | E          | F          |
| 50 m stylem klasycznym    |            |            |            |            |            |            |            |            | E          | ½          |            | F          |
| 100 m stylem klasycznym   | E          | ½          |            | F          |            |            |            |            |            |            |            |            |
| 200 m stylem klasycznym   |            |            |            |            | E          | F          |            |            |            |            |            |            |
| 50 m stylem motylkowym    |            |            |            |            |            |            | E          | ½          |            | F          |            |            |
| 100 m stylem motylkowym   |            |            | E          | ½          |            | F          |            |            |            |            |            |            |
| 200 m stylem motylkowym   | E          | F          |            |            |            |            |            |            |            |            |            |            |
| 100 m stylem zmiennym     |            |            |            |            | E          | ½          |            | F          |            |            |            |            |
| 200 m stylem zmiennym     | E          | F          |            |            |            |            |            |            |            |            |            |            |
| 400 m stylem zmiennym     |            |            |            |            |            |            |            |            | E          | F          |            |            |
| 4 × 50 m stylem dowolnym  |            |            |            |            |            |            | E          | F          |            |            |            |            |
| 4 × 100 m stylem dowolnym | E          | F          |            |            |            |            |            |            |            |            |            |            |
| 4 × 200 m stylem dowolnym |            |            |            |            |            |            | E          | F          |            |            |            |            |
| 4 × 50 m stylem zmiennym  |            |            |            |            |            |            |            |            | E          | F          |            |            |
| 4 × 100 m stylem zmiennym |            |            |            |            |            |            |            |            |            |            | E          | F          |

| Data →                    | 11 grudnia | 11 grudnia | 12 grudnia | 12 grudnia | 13 grudnia | 13 grudnia | 14 grudnia | 14 grudnia | 15 grudnia | 15 grudnia | 16 grudnia | 16 grudnia |
| Konkurencja ↓             | R          | P          | R          | P          | R          | P          | R          | P          | R          | P          | R          | P          |
| ------------------------- | ---------- | ---------- | ---------- | ---------- | ---------- | ---------- | ---------- | ---------- | ---------- | ---------- | ---------- | ---------- |
| 50 m stylem dowolnym      |            |            |            |            |            |            |            |            | E          | ½          |            | F          |
| 100 m stylem dowolnym     |            |            | E          | ½          |            | F          |            |            |            |            |            |            |
| 200 m stylem dowolnym     | E          | F          |            |            |            |            |            |            |            |            |            |            |
| 400 m stylem dowolnym     |            |            |            |            |            |            | E          | F          |            |            |            |            |
| 800 m stylem dowolnym     |            |            | E          |            |            | F          |            |            |            |            |            |            |
| 50 m stylem grzbietowym   |            |            |            |            |            |            | E          | ½          |            | F          |            |            |
| 100 m stylem grzbietowym  | E          | ½          |            | F          |            |            |            |            |            |            |            |            |
| 200 m stylem grzbietowym  |            |            |            |            | E          | F          |            |            |            |            |            |            |
| 50 m stylem klasycznym    | E          | ½          |            | F          |            |            |            |            |            |            |            |            |
| 100 m stylem klasycznym   |            |            |            |            |            |            | E          | ½          |            | F          |            |            |
| 200 m stylem klasycznym   |            |            |            |            |            |            |            |            |            |            | E          | F          |
| 50 m stylem motylkowym    |            |            |            |            | E          | ½          |            | F          |            |            |            |            |
| 100 m stylem motylkowym   |            |            |            |            |            |            |            |            | E          | ½          |            | F          |
| 200 m stylem motylkowym   |            |            | E          | F          |            |            |            |            |            |            |            |            |
| 100 m stylem zmiennym     |            |            |            |            | E          | ½          |            | F          |            |            |            |            |
| 200 m stylem zmiennym     |            |            |            |            |            |            |            |            | E          | F          |            |            |
| 400 m stylem zmiennym     | E          | F          |            |            |            |            |            |            |            |            |            |            |
| 4 × 50 m stylem dowolnym  |            |            |            |            |            |            |            |            |            |            | E          | F          |
| 4 × 100 m stylem dowolnym | E          | F          |            |            |            |            |            |            |            |            |            |            |
| 4 × 200 m stylem dowolnym |            |            |            |            |            |            |            |            | E          | F          |            |            |
| 4 × 50 m stylem zmiennym  |            |            | E          | F          |            |            |            |            |            |            |            |            |
| 4 × 100 m stylem zmiennym |            |            |            |            |            |            |            |            |            |            | E          | F          |

| Data →                                     | 11 grudnia | 11 grudnia | 12 grudnia | 12 grudnia | 13 grudnia | 13 grudnia | 14 grudnia | 14 grudnia | 15 grudnia | 15 grudnia | 16 grudnia | 16 grudnia |
| Konkurencja ↓                              | R          | P          | R          | P          | R          | P          | R          | P          | R          | P          | R          | P          |
| ------------------------------------------ | ---------- | ---------- | ---------- | ---------- | ---------- | ---------- | ---------- | ---------- | ---------- | ---------- | ---------- | ---------- |
| sztafeta mieszana 4 × 50 m stylem dowolnym |            |            | E          | F          |            |            |            |            |            |            |            |            |
| sztafeta mieszana 4 × 50 m stylem zmiennym |            |            |            |            | E          | F          |            |            |            |            |            |            |

## Klasyfikacja medalowa
| Miejsce | Państwo           | Złoto | Srebro | Brąz | Razem |
| ------- | ----------------- | ----- | ------ | ---- | ----- |
| 1.      | Stany Zjednoczone | 17    | 15     | 4    | 36    |
| 2.      | Rosja             | 6     | 5      | 3    | 14    |
| 3.      | Węgry             | 4     | 1      | 0    | 5     |
| 4.      | Holandia          | 3     | 6      | 2    | 11    |
| 5.      | Chiny             | 3     | 5      | 5    | 13    |
| 6.      | Południowa Afryka | 3     | 2      | 2    | 7     |
| 7.      | Australia         | 2     | 2      | 8    | 12    |
| 8.      | Japonia           | 2     | 1      | 5    | 8     |
| 9.      | Brazylia          | 2     | 0      | 6    | 8     |
| 10.     | Jamajka           | 2     | 0      | 1    | 3     |
| 11.     | Litwa             | 1     | 2      | 0    | 3     |
| 12.     | Ukraina           | 1     | 0      | 0    | 1     |
| 13.     | Włochy            | 0     | 3      | 4    | 7     |
| 14.     | Białoruś          | 0     | 2      | 0    | 2     |
| 15.     | Norwegia          | 0     | 1      | 1    | 2     |
| 16.     | Austria           | 0     | 1      | 0    | 1     |
| 17.     | Belgia            | 0     | 0      | 1    | 1     |
| 17.     | Francja           | 0     | 0      | 1    | 1     |
| 17.     | Irlandia          | 0     | 0      | 1    | 1     |
| 17.     | Niemcy            | 0     | 0      | 1    | 1     |
| 17.     | Polska            | 0     | 0      | 1    | 1     |
| 17.     | Trynidad i Tobago | 0     | 0      | 1    | 1     |
| 17.     | Wielka Brytania   | 0     | 0      | 1    | 1     |
| Razem   | Razem             | 46    | 46     | 48   | 140   |

## Medaliści

### Mężczyźni
| Konkurencja             | Złoto | Złoto      | Srebro | Srebro   | Brąz | Brąz     |
| Konkurencja             | Zawodnik | Czas       | Zawodnik | Czas     | Zawodnik | Czas     |
| Styl dowolny            | |            | |          | |          |
| 50 metrów               | Władimir Morozow · Rosja | 20,33      | Caeleb Dressel · Stany Zjednoczone | 20,54    | Bradley Tandy · Południowa Afryka                                                                                          | 20,94    |
| 100 metrów              | Caeleb Dressel · Stany Zjednoczone | 45,62      | Władimir Morozow · Rosja | 45,64    | Chad le Clos · Południowa Afryka                                                                                           | 45,89    |
| 200 metrów              | Blake Pieroni · Stany Zjednoczone | 1:41,49    | Danas Rapšys · Litwa | 1:41,78  | Alexander Graham · Australia                                                                                               | 1:42,28  |
| 400 metrów              | Danas Rapšys · Litwa | 3:34,01 ,  | Henrik Christiansen · Norwegia | 3:36,64  | Gabriele Detti · Włochy | 3:37,54  |
| 1500 metrów             | Mychajło Romanczuk · Ukraina | 14:09,14 , | Gregorio Paltrinieri · Włochy | 14:09,87 | Henrik Christiansen · Norwegia                                                                                             | 14:19,39 |
| Styl grzbietowy         | |            | |          | |          |
| 50 metrów               | Jewgienij Ryłow · Rosja | 22,58      | Ryan Murphy · Stany Zjednoczone | 22,63    | Shane Ryan · Irlandia | 22,76    |
| 100 metrów              | Ryan Murphy · Stany Zjednoczone | 49,23      | Xu Jiayu · Chiny | 49,26    | Klimient Kolesnikow · Rosja                                                                                                | 49,40    |
| 200 metrów              | Jewgienij Ryłow · Rosja | 1:47,02    | Ryan Murphy · Stany Zjednoczone | 1:47,34  | Radosław Kawęcki · Polska · Mitch Larkin · Australia                                                                       | 1:48,25  |
| Styl klasyczny          | |            | |          | |          |
| 50 metrów               | Cameron van der Burgh · Południowa Afryka | 25,41      | Ilja Szymanowicz · Białoruś | 25,77    | Felipe Lima · Brazylia | 25,80    |
| 100 metrów              | Cameron van der Burgh · Południowa Afryka | 56,01      | Ilja Szymanowicz · Białoruś | 56,10    | Yasuhiro Koseki · Japonia                                                                                                  | 56,13    |
| 200 metrów              | Kiriłł Prigoda · Rosja | 2:00,16    | Qin Haiyang · Chiny | 2:01,15  | Marco Koch · Niemcy | 2:01,42  |
| Styl motylkowy          | |            | |          | |          |
| 50 metrów               | Nicholas Santos · Brazylia | 21,81      | Chad le Clos · Południowa Afryka | 21,97    | Dylan Carter · Trynidad i Tobago                                                                                           | 22,38    |
| 100 metrów              | Chad le Clos · Południowa Afryka | 48,50      | Caeleb Dressel · Stany Zjednoczone | 48,71    | Li Zhuhao · Chiny | 49,25    |
| 200 metrów              | Daiya Seto · Japonia | 1:48,24    | Chad le Clos · Południowa Afryka | 1:48,32  | Li Zhuhao · Chiny | 1:50,39  |
| Styl zmienny            | |            | |          | |          |
| 100 metrów              | Klimient Kolesnikow · Rosja | 50,63 , WJ | Marco Orsi · Włochy | 51,03    | Hiromasa Fujimori · Japonia                                                                                                | 51,53    |
| 200 metrów              | Wang Shun · Chiny | 1:51,01    | Josh Prenot · Stany Zjednoczone | 1:52,69  | Hiromasa Fujimori · Japonia                                                                                                | 1:52,73  |
| 400 metrów              | Daiya Seto · Japonia | 3:56,43    | Thomas Fraser-Holmes · Australia | 4:02,74  | Brandonn Almeida · Brazylia                                                                                                | 4:03,71  |
| Sztafety – styl dowolny | |            | |          | |          |
| 4 × 50 metrów           | Stany Zjednoczone · Caeleb Dressel (20,43) · Ryan Held (20,25) · Jack Conger (20,59) · Michael Chadwick (20,53) · Michael Andrew · Michael Jensen · Kyle de Coursey           | 1:21,80    | Rosja · Władimir Morozow (20,39) · Jewgienij Siedow (20,82) · Iwan Kuzmienko (20,64) · Jewgienij Ryłow (20,37) · Klimient Kolesnikow · Siergiej Fiesikow                                           | 1:22,22  | Włochy · Santo Condorelli (21,27) · Andrea Vergani (20,44) · Lorenzo Zazzeri (20,57) · Alessandro Miressi (20,62)          | 1:22,90  |
| 4 × 100 metrów          | Stany Zjednoczone · Caeleb Dressel (45,66) · Blake Pieroni (45,75) · Michael Chadwick (45,86) · Ryan Held (45,76) · Kyle de Coursey · Michael Jensen · Matthew Grevers        | 3:03,03    | Rosja · Władisław Griniew (46,38) · Siergiej Fiesikow (46,21) · Władimir Morozow (45,06) · Klimient Kolesnikow (45,46) · Jewgienij Ryłow · Iwan Kuzmienko · Michaił Wiekowiszczew · Iwan Giriew    | 3:03,11  | Brazylia · Matheus Santana (46,83) · Marcelo Chierighini (46,37) · César Cielo (46,34) · Breno Correia (45,61)             | 3:05,15  |
| 4 × 200 metrów          | Brazylia · Luiz Melo (1:42,03) · Fernando Scheffer (1:40,99) · Leonardo Coelho Santos (1:42,81) · Breno Correia (1:40,98) · Leonardo de Deus                                  | 6:46,81    | Rosja · Martin Malutin (1:42,34) · Michaił Wiekowiszczew (1:41,57) · Iwan Giriew (1:41,85) · Aleksandr Krasnych (1:41,08) · Michaił Dowgaljuk · Władisław Griniew                                  | 6:46,84  | Chiny · Ji Xinjie (1:42,67) · Xu Jiayu (1:41,68) · Sun Yang (1:41,25) · Wang Shun (1:41,93) · Shang Keyuan · Qian Zhiyong  | 6:47,53  |
| Sztafety – styl zmienny | |            | |          | |          |
| 4 × 50 metrów           | Rosja · Klimient Kolesnikow (22,87) · Oleg Kostin (25,36) · Michaił Wiekowiszczew (22,09) · Jewgienij Ryłow (20,22) · Kiriłł Prigoda · Roman Szewliakow · Iwan Kuzmienko      | 1:30,54    | Stany Zjednoczone · Ryan Murphy (22,73) · Michael Andrew (26,16) · Caeleb Dressel (21,70) · Ryan Held (20,31) · Matthew Grevers · Andrew Wilson · Jack Conger · Michael Chadwick                   | 1:30,90  | Brazylia · Guilherme Guido (22,97) · Felipe Lima (25,48) · Nicholas Santos (22,02) · César Cielo (21,02) · Matheus Santana | 1:31,49  |
| 4 × 100 metrów          | Stany Zjednoczone · Ryan Murphy (49,63) · Andrew Wilson (56,84) · Caeleb Dressel (48,28) · Ryan Held (45,23) · Matthew Grevers · Michael Andrew · Jack Conger · Blake Pieroni | 3:19,98 ,  | Rosja · Klimient Kolesnikow (49,62) · Kiriłł Prigoda (55,98) · Michaił Wiekowiszczew (50,00) · Władimir Morozow (45,01) · Andriej Szabasow · Oleg Kostin · Aleksandr Charłanow · Władisław Griniew | 3:20,61  | Japonia · Ryosuke Irie (49,95) · Yasuhiro Koseki (55,91) · Takeshi Kawamoto (49,58) · Katsumi Nakamura (45,63) · Yuma Edo  | 3:21,07  |

### Kobiety
| Konkurencja             | Złoto | Złoto     | Srebro | Srebro  | Brąz | Brąz      |
| Konkurencja             | Zawodniczka | Czas      | Zawodniczka | Czas    | Zawodniczka | Czas      |
| Styl dowolny            | |           | |         | |           |
| 50 metrów               | Ranomi Kromowidjojo · Holandia | 23,19     | Femke Heemskerk · Holandia | 23,67   | Etiene Medeiros · Brazylia | 23,76     |
| 100 metrów              | Ranomi Kromowidjojo · Holandia | 51,14     | Femke Heemskerk · Holandia | 51,60   | Mallory Comerford · Stany Zjednoczone | 51,63     |
| 200 metrów              | Ariarne Titmus · Australia | 1:51,38   | Mallory Comerford · Stany Zjednoczone | 1:51,81 | Femke Heemskerk · Holandia | 1:52,36   |
| 400 metrów              | Ariarne Titmus · Australia | 3:53,92   | Wang Jianjiahe · Chiny | 3:54,56 | Li Bingjie · Chiny | 3:57,99   |
| 800 metrów              | Wang Jianjiahe · Chiny | 8:04,35   | Simona Quadarella · Włochy | 8:08,03 | Leah Smith · Stany Zjednoczone | 8:08,75   |
| Styl grzbietowy         | |           | |         | |           |
| 50 metrów               | Olivia Smoliga · Stany Zjednoczone | 25,88     | Caroline Pilhatsch · Austria | 25,99   | Holly Barratt · Australia | 26,04     |
| 100 metrów              | Olivia Smoliga · Stany Zjednoczone | 56,19     | Katinka Hosszú · Węgry | 56,26   | Georgia Davies · Wielka Brytania · Minna Atherton · Australia                                                                            | 56,74     |
| 200 metrów              | Lisa Bratton · Stany Zjednoczone | 2:00,71   | Kathleen Baker · Stany Zjednoczone | 2:00,79 | Emily Seebohm · Australia | 2:01,37   |
| Styl klasyczny          | |           | |         | |           |
| 50 metrów               | Alia Atkinson · Jamajka | 29,05     | Rūta Meilutytė · Litwa | 29,38   | Martina Carraro · Włochy | 29,59     |
| 100 metrów              | Alia Atkinson · Jamajka | 1:03,51   | Katie Meili · Stany Zjednoczone | 1:03,63 | Jessica Hansen · Australia | 1:04,61   |
| 200 metrów              | Annie Lazor · Stany Zjednoczone | 2:18,32   | Bethany Galat · Stany Zjednoczone | 2:18,62 | Fanny Lecluyse · Belgia | 2:18,85   |
| Styl motylkowy          | |           | |         | |           |
| 50 metrów               | Ranomi Kromowidjojo · Holandia | 24,47 ,   | Holly Barratt · Australia | 24,80   | Kelsi Dahlia · Stany Zjednoczone | 24,97     |
| 100 metrów              | Kelsi Dahlia · Stany Zjednoczone | 55,01     | Kendyl Stewart · Stany Zjednoczone | 56,22   | Daiene Dias · Brazylia | 56,31     |
| 200 metrów              | Katinka Hosszú · Węgry | 2:01,60   | Kelsi Dahlia · Stany Zjednoczone | 2:01,73 | Suzuka Hasegawa · Japonia | 2:04,04   |
| Styl zmienny            | |           | |         | |           |
| 100 metrów              | Katinka Hosszú · Węgry | 57,26     | Runa Imai · Japonia | 57,85   | Alia Atkinson · Jamajka | 58,11     |
| 200 metrów              | Katinka Hosszú · Węgry | 2:03,25   | Melanie Margalis · Stany Zjednoczone | 2:04,62 | Kathleen Baker · Stany Zjednoczone | 2:05,54   |
| 400 metrów              | Katinka Hosszú · Węgry | 4:21,40   | Melanie Margalis · Stany Zjednoczone | 4:25,84 | Fantine Lesaffre · Francja | 4:27,31 = |
| Sztafety – styl dowolny | |           | |         | |           |
| 4 × 50 metrów           | Stany Zjednoczone · Madison Kennedy (24,05) · Mallory Comerford (23,28) · Kelsi Dahlia (23,37) · Erika Brown (23,33) · Lia Neal · Olivia Smoliga · Veronica Burchill                  | 1:34,03 , | Holandia · Ranomi Kromowidjojo (23,60) · Femke Heemskerk (23,32) · Kim Busch (23,84) · Valerie van Roon (23,79) · Maaike de Waard                          | 1:34,55 | Australia · Holly Barratt (24,04) · Emily Seebohm (24,10) · Minna Atherton (24,02) · Carla Buchanan (24,18) · Ariarne Titmus             | 1:36,34   |
| 4 × 100 metrów          | Stany Zjednoczone · Olivia Smoliga (52,71) · Lia Neal (52,58) · Mallory Comerford (51,09) · Kelsi Dahlia (51,40) · Veronica Burchill · Erika Brown                                    | 3:27,78   | Holandia · Kim Busch (53,19) · Femke Heemskerk (50,93) · Maaike de Waard (53,13) · Ranomi Kromowidjojo (50,77) · Valerie van Roon                          | 3:28,02 | Chiny · Zhu Menghui (52,58) · Yang Junxuan (52,28) · Liu Xiaohan (53,26) · Wang Jingzhuo (52,80)                                         | 3:30,92   |
| 4 × 200 metrów          | Chiny · Li Bingjie (1:54,56) · Yang Junxuan (1:53,06) · Zhang Yuhan (1:53,94) · Wang Jianjiahe (1:52,52) · Ai Yanhan · Liu Xiaohan                                                    | 7:34,08   | Stany Zjednoczone · Leah Smith (1:55,85) · Mallory Comerford (1:53,00) · Melanie Margalis (1:53,59) · Erika Brown (1:52,86) · Lia Neal · Veronika Burchill | 7:35,30 | Australia · Ariarne Titmus (1:52,22) · Minna Atherton (1:54,73) · Carla Buchanan (1:54,82) · Abbey Harkin (1:54,63)                      | 7:36,40   |
| Sztafety – styl zmienny | |           | |         | |           |
| 4 × 50 metrów           | Stany Zjednoczone · Olivia Smoliga (25,97) · Katie Meili (29,29) · Kelsi Dahlia (24,02) · Mallory Comerford (23,10) · Kathleen Baker · Kendyl Stewart · Erika Brown                   | 1:42,38   | Chiny · Fu Yuanhui (26,20) · Suo Ran (29,63) · Wang Yichun (24,84) · Wu Yue (23,64)                                                                        | 1:44,31 | Holandia · Maaike de Waard (26,46) · Kim Busch (30,73) · Ranomi Kromowidjojo (24,21) · Femke Heemskerk (23,17)                           | 1:44,57   |
| 4 × 100 metrów          | Stany Zjednoczone · Olivia Smoliga (55,86) · Katie Meili (1:03,52) · Kelsi Dahlia (54,89) · Mallory Comerford (51,31) · Kathleen Baker · Melanie Margalis · Kendyl Stewart · Lia Neal | 3:45,58   | Chiny · Fu Yuanhui (56,86) · Shi Jinglin (1:03,97) · Zhang Yufei (56,21) · Zhu Menghui (51,76) · Wang Yichun · Yang Junxuan                                | 3:48,80 | Włochy · Margherita Panziera (58,39) · Martina Carraro (1:04,47) · Elena di Liddo (56,41) · Federica Pellegrini (52,11) · Ilaria Bianchi | 3:51,38   |

### Konkurencje mieszane
| Konkurencja                                     | Złoto | Złoto   | Srebro | Srebro  | Brąz | Brąz    |
| Konkurencja                                     | Zawodnik / Zawodniczka | Czas    | Zawodnik / Zawodniczka | Czas    | Zawodnik / Zawodniczka | Czas    |
| Sztafeta mieszana 4 × 50 metrów stylem dowolnym | Stany Zjednoczone · Caeleb Dressel (20,43) · Ryan Held (20,60) · Mallory Comerford (23,44) · Kelsi Dahlia (23,42) · Michael Andrew · Michael Chadwick · Olivia Smoliga · Madison Kennedy | 1:27,89 | Holandia · Jesse Puts (21,17) · Stan Pijnenburg (21,18) · Ranomi Kromowidjojo (23,09) · Femke Heemskerk (23,07) · Kim Busch · Valerie van Roon | 1:28,51 | Rosja · Władimir Morozow (20,75) · Jewgienij Siedow (20,66) · Marija Kamieniewa (23,66) · Rozalija Nasrietdinowa (23,66) · Jewgienij Ryłow · Iwan Kuzmienko · Arina Surkowa | 1:28,73 |
| Sztafeta mieszana 4 × 50 metrów stylem zmiennym | Stany Zjednoczone · Olivia Smoliga (25,85) · Michael Andrew (25,75) · Kelsi Dahlia (24,71) · Caeleb Dressel (20,09) · Ryan Murphy · Katie Meili · Kendyl Stewart · Michael Chadwick      | 1:36,40 | Holandia · Jesse Puts (23,87) · Ties Elzerman (26,01) · Ranomi Kromowidjojo (24,27) · Femke Heemskerk (22,90) · Maaike de Waard · Kim Busch    | 1:37,05 | Rosja · Klimient Kolesnikow (22,97) · Oleg Kostin (25,52) · Rozalija Nasrietdinowa (25,23) · Marija Kamieniewa (23,61) · Jewgienij Ryłow · Arina Surkowa                    | 1:37,33 |

## Rekordy
Podczas zawodów ustanowiono następujące rekordy świata i rekordy mistrzostw.

### Rekordy świata
| Data       | Konkurencja                                        | Czas    | Zawodnik                                                                                                 | Reprezentacja     |
| ---------- | -------------------------------------------------- | ------- | --- | ----------------- |
| 11 grudnia | 200 m stylem motylkowym mężczyzn – finał           | 1:48,24 | Daiya Seto                                                                                               | Japonia           |
| 11 grudnia | 4 × 100 m stylem dowolnym mężczyzn – finał         | 3:03,03 | Caeleb Dressel (45,66) Blake Pieroni (45,75) Michael Chadwick (45,86) Ryan Held (45,76)                  | Stany Zjednoczone |
| 12 grudnia | 4 × 50 m stylem zmiennym kobiet – finał            | 1:42,38 | Olivia Smoliga (25,97) Katie Meili (29,29) Kelsi Dahlia (24,02) Mallory Comerford (23,10)                | Stany Zjednoczone |
| 12 grudnia | Sztafeta mieszana 4 × 50 m stylem dowolnym – finał | 1:27,89 | Caeleb Dressel (20,43) Ryan Held (20,60) Mallory Comerford (23,44) Kelsi Dahlia (23,42)                  | Stany Zjednoczone |
| 13 grudnia | 200 m stylem klasycznym mężczyzn – finał           | 2:00,16 | Kiriłł Prigoda                                                                                           | Rosja             |
| 13 grudnia | Sztafeta mieszana 4 × 50 m stylem zmiennym – finał | 1:36,40 | Olivia Smoliga (25,85) Michael Andrew (25,75) Kelsi Dahlia (24,71) Caeleb Dressel (20,09)                | Stany Zjednoczone |
| 14 grudnia | 4 × 50 m stylem dowolnym mężczyzn – finał          | 1:21,80 | Caeleb Dressel (20,43) Ryan Held (20,25) Jack Conger (20,59) Michael Chadwick (20,53)                    | Stany Zjednoczone |
| 14 grudnia | 400 m stylem dowolnym kobiet – finał               | 3:53,92 | Ariarne Titmus                                                                                           | Australia         |
| 14 grudnia | 4 × 200 m stylem dowolnym mężczyzn – finał         | 6:46,81 | Luiz Melo (1:42,03) Fernando Scheffer (1:40,99) Leonardo Coelho Santos (1:42,81) Breno Correia (1:40,98) | Brazylia          |

### Rekordy mistrzostw
| Data       | Konkurencja                                     | Ustanowiony dla         | Czas     | Zawodnik                                                                                    | Reprezentacja     |        |
| ---------- | ----------------------------------------------- | ----------------------- | -------- | ------------------------------------------------------------------------------------------- | ----------------- | ------ |
| 11 grudnia | 400 m stylem dowolnym mężczyzn – finał          | (tej samej konkurencji) | 3:34,01  | Danas Rapšys                                                                                | Litwa             |        |
| 12 grudnia | 100 m stylem klasycznym mężczyzn – finał        | (tej samej konkurencji) | 56,01    | Cameron van der Burgh                                                                       | Południowa Afryka |        |
| 13 grudnia | 100 m stylem dowolnym kobiet – finał            | (tej samej konkurencji) | 51,14    | Ranomi Kromowidjojo                                                                         | Holandia          |        |
| 14 grudnia | 4 × 200 m stylem dowolnym mężczyzn – eliminacje | 200 m stylem dowolnym   | 1:40,95  | Danas Rapšys                                                                                | Litwa             | [ 50 ] |
| 14 grudnia | 50 m stylem motylkowym kobiet – finał           | (tej samej konkurencji) | 24,47    | Ranomi Kromowidjojo                                                                         | Holandia          |        |
| 14 grudnia | 100 m stylem zmiennym mężczyzn – finał          | (tej samej konkurencji) | 50,63    | Klimient Kolesnikow                                                                         | Rosja             |        |
| 15 grudnia | 50 m stylem motylkowym mężczyzn – finał         | (tej samej konkurencji) | 21,81    | Nicholas Santos                                                                             | Brazylia          |        |
| 16 grudnia | 4 × 50 m stylem dowolnym kobiet – finał         | (tej samej konkurencji) | 1:34,03  | Madison Kennedy (24,05) Mallory Comerford (23,28) Kelsi Dahlia (23,37) Erika Brown (23,33)  | Stany Zjednoczone |        |
| 16 grudnia | 1500 m stylem dowolnym mężczyzn – finał         | (tej samej konkurencji) | 14:09,14 | Mychajło Romanczuk                                                                          | Ukraina           |        |
| 16 grudnia | 50 m stylem klasycznym mężczyzn – finał         | (tej samej konkurencji) | 25,41    | Cameron van der Burgh                                                                       | Południowa Afryka |        |
| 16 grudnia | 50 m stylem dowolnym kobiet – finał             | (tej samej konkurencji) | 23,19    | Ranomi Kromowidjojo                                                                         | Holandia          |        |
| 16 grudnia | 4 × 100 m stylem zmiennym mężczyzn – finał      | (tej samej konkurencji) | 3:19,98  | Ryan Murphy (49,63) Andrew Wilson (56,84) Caeleb Dressel (48,28) Ryan Held (45,23)          | Stany Zjednoczone |        |
| 16 grudnia | 4 × 100 m stylem zmiennym kobiet – finał        | (tej samej konkurencji) | 3:45,58  | Olivia Smoliga (55,86) Katie Meili (1:03,52) Kelsi Dahlia (54,89) Mallory Comerford (51,31) | Stany Zjednoczone |        |